# Tonion
Tonion är ett berg i Österrike.   Det ligger i distriktet Bruck-Mürzzuschlag och förbundslandet Steiermark, i den östra delen av landet, 90 km sydväst om huvudstaden Wien. Toppen på Tonion är 1 699 meter över havet.
Terrängen runt Tonion är huvudsakligen kuperad, men åt sydost är den bergig. Runt Tonion är det ganska glesbefolkat, med 48 invånare per kvadratkilometer.. Närmaste större samhälle är Neuberg an der Mürz, 14,7 km öster om Tonion. 
I omgivningarna runt Tonion växer i huvudsak blandskog.